# 天王山
天王山（てんのうざん）は、京都府乙訓郡大山崎町の山。西側の山腹を、摂津国（現在の大阪府）と山城国（現在の京都府）の国境がよぎる。
山名は、中腹に牛頭天王を祀る山崎天王社（現 自玉手祭来酒解神社）があることに由来する。

## 地理
京都盆地の西辺となる西山山系の南端に位置し、東の男山とのあいだで地峡を形成する。この地峡には、桂川・宇治川・木津川が合流して淀川となる川の流れに沿って、右岸にJR京都線（東海道本線）、東海道新幹線、阪急京都線、国道171号（旧西国街道）が、左岸に京阪本線、旧国道1号（現・府道13号京都守口線、旧京街道）と、かつて水上交通路であった川筋をふくめて、近畿最大の大動脈である京阪間のほぼすべての交通路が含まれる。また、その京都府側では名神高速道路の大山崎JCT/ICがあり、京滋バイパスが宇治・草津方面へ、京都縦貫自動車道が綾部・宮津方面へ分岐する。
また、当地は、豊富な地下水に恵まれており、南麓の大阪府側にサントリー山崎蒸溜所が所在することでも知られる。近畿地方ではかつて名神高速道路の渋滞箇所として有名であった天王山トンネルの知名度が高い。

## 歴史
上記のような地峡を扼する地であることから戦略上の要衝であり、歴史上しばしば山城が築かれたり、争奪の対象になった。
なかでも、天正10年（1582年）6月に織田信長を討った明智光秀とその仇討ちを果たそうとする羽柴秀吉が戦った山崎の戦いは著名である。後世の軍記物では、天王山は天下取りに際して重要であり、明智と豊臣の天王山を巡って戦ったとされる。実際に主戦場になったのは天王山麓の大山崎東方の湿地帯であり、天王山に対する争奪戦は行われていない。山崎の戦いを制した豊臣秀吉は同年末に山崎城（宝積寺城、宝寺城とも）を改修して、翌年に大坂城に移るまで本拠とした。
現在では天下分け目の天王山はスポーツや政治などの重大な試合や局面を指す慣用句となっている。
幕末の禁門の変では、長州藩が当地を押さえた上で京都御所へ進撃するが、結果的に敗走し、参陣していた真木保臣ら十七烈士は当地で自刃した。また、4年後の鳥羽・伏見の戦いでは、旧幕府軍が男山の麓の橋本と淀川の対岸にある大山崎に分かれて布陣して新政府軍を迎え撃ったが、大山崎に布陣していた津藩・藤堂軍が新政府軍に寝返って橋本の旧幕府軍を砲撃したことで旧幕府軍は総崩れとなり、戦いの趨勢が決している。

## ギャラリー

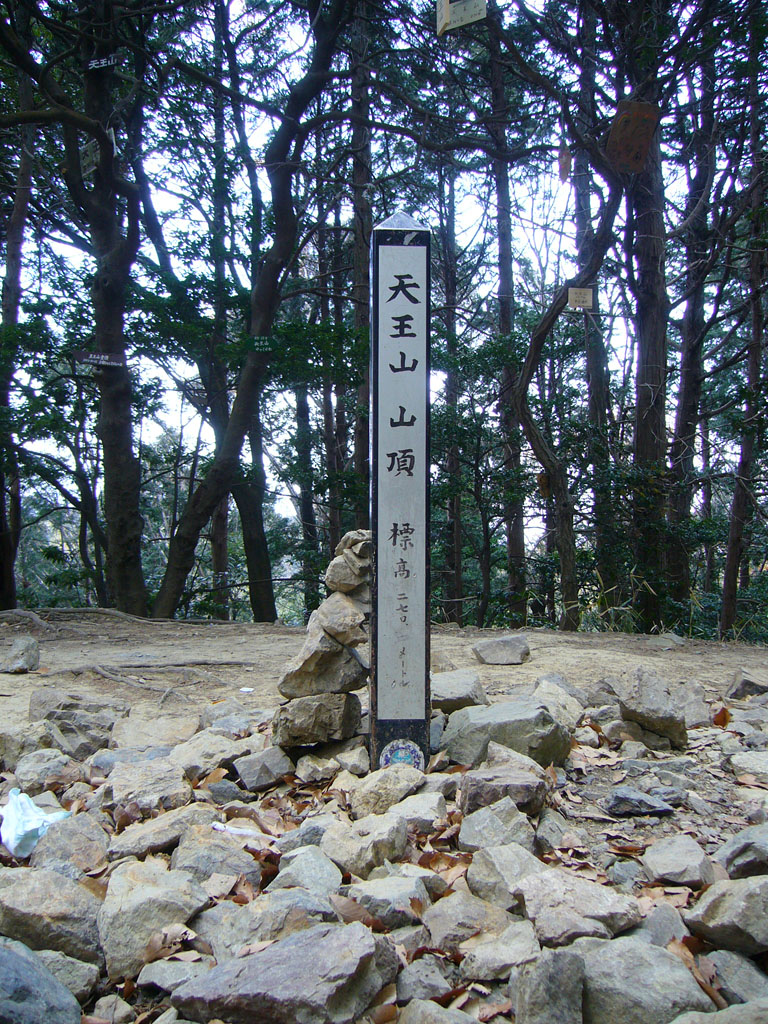
天王山山頂
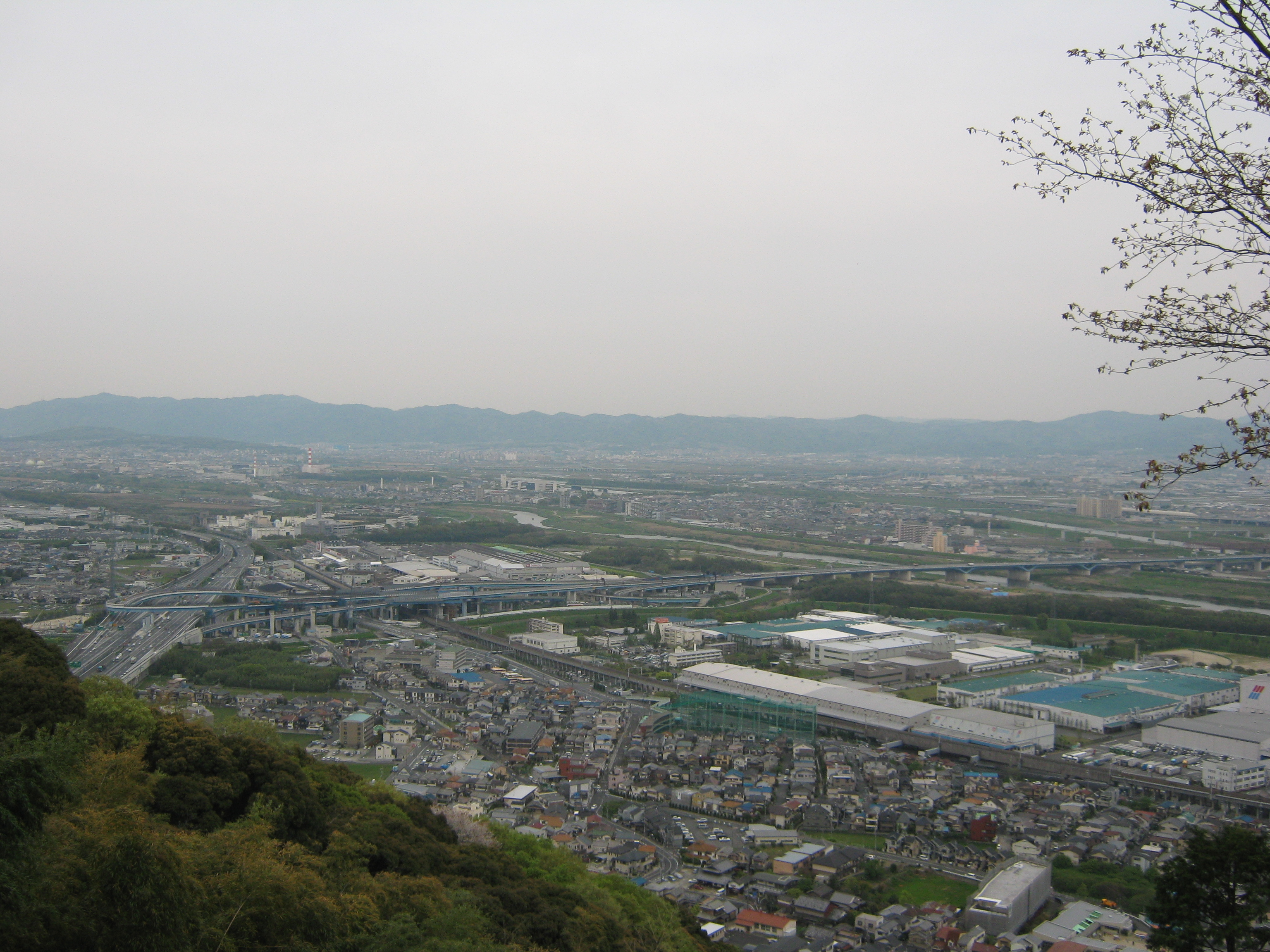
天王山からの景色、宇治方面、眼下は山崎の古戦場址
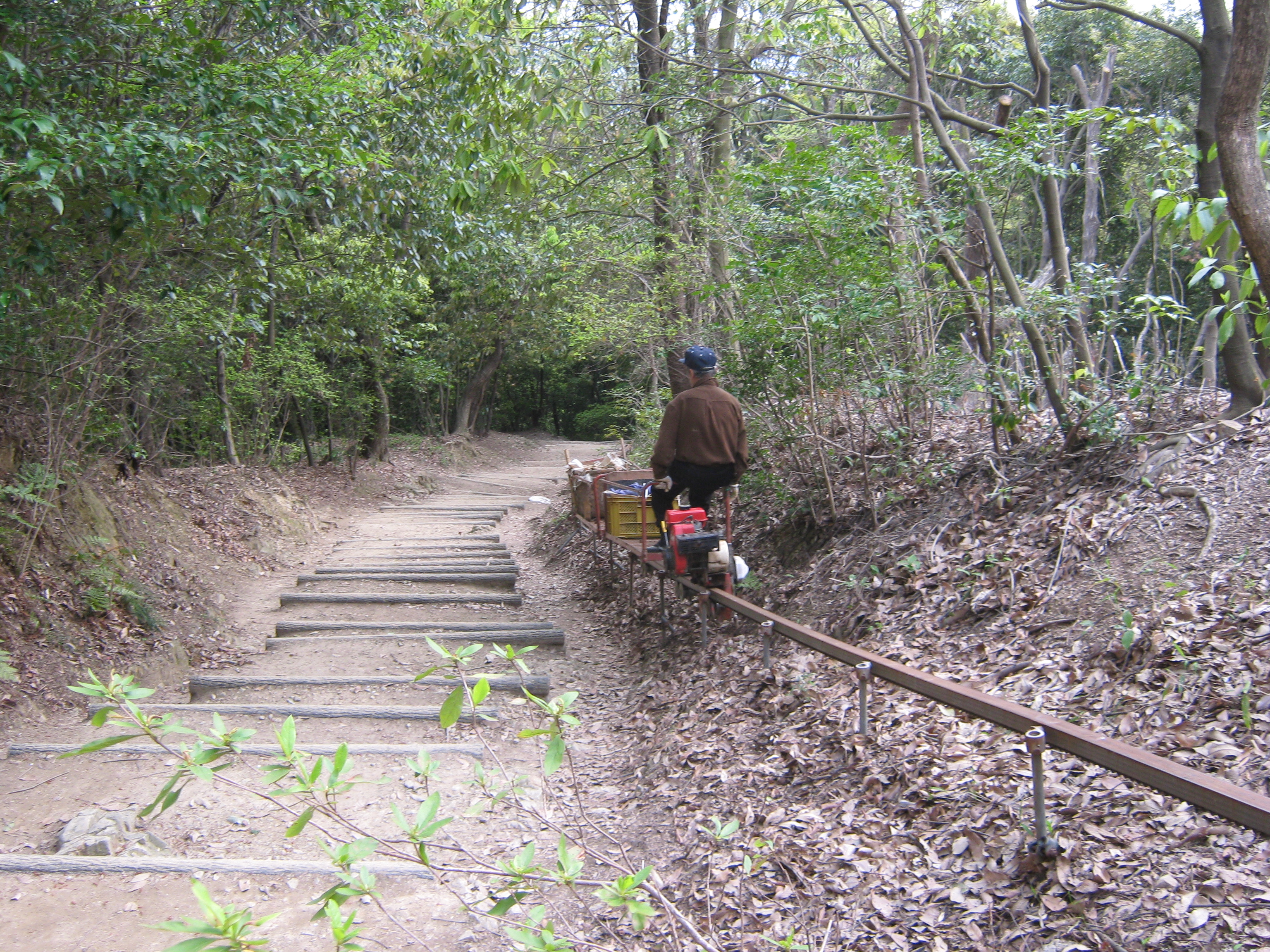
登山道に併設されたタケノコ搬出用モノレール

## その他
- 本将棋では中央（5五）の位を制するのが重要であったことから、その地点を天王山と呼ぶ。